# ポーチュギーズ・ウォーター・ドッグ
ポーチュギーズ・ウォーター・ドッグ（英：Portuguese Water Dog）とは、ポルトガル原産の漁用犬である。別名はポルトガル・ウォーター・ドッグ、ポーティ（英：Portie）。原産国ポルトガルではカオ・デ・アグア（葡：Cão de Água）と呼ばれる。

## 歴史
5-8世紀頃に原産地にもたらされたウォータードッグタイプの犬が地元の犬などと交配されて出来た犬種である。海岸の地域で多く飼育されていて、漁師のサポート役として活躍していた。船から船へ泳いでメッセージを伝える伝令犬として使われたり、霧や悪天候の際には吠えて船同士の衝突を防いだり、網の設置を手伝ったり、魚の群れを発見して知らせたり、海に潜って魚を網へ追い込むなど、さまざまな役割を果たしていた。しかし、作業の近代化により仕事が無くなり、一時は絶滅の心配もされたが、扱いやすい気性と変わった外見からショードッグやペットとして使われるようになり、絶滅の危機を脱した。
1960年代後半にアメリカで繁殖した。
日本でも珍しいながらひそかな人気があり、ブリーディングも行われている。2009年度の国内登録頭数順位は136位中108位、73頭であった。

## 特徴
ウエーブがかったシャギーコート（むく毛）は漁師の手伝いをしていた頃の名残でライオンクリップが施される。首から胸、前足にかけて長い毛を残して整え、カットが施されるのは冷たい海水から心臓や関節を守るためで、下半身のコートを全て刈ってしまうのは泳ぐ際に邪魔ならないようにするためである。又、尾先に毛の房を残しておくのは、その部分が冷えやすいので保護するという役割がある。毛は伸びやすいが抜け毛が少ない。大きめの垂れ耳、巻き気味の垂れ尾で脚は長い。毛色はチョコ、ジェット・ブラック、グリズル、ブラック・アンド・ホワイトなど。体高43-57 cm、体重16-25kgの中型犬で、性格は友好的で忠実、仕事熱心だがやや警戒心が強い。

## ファースト・ドッグ

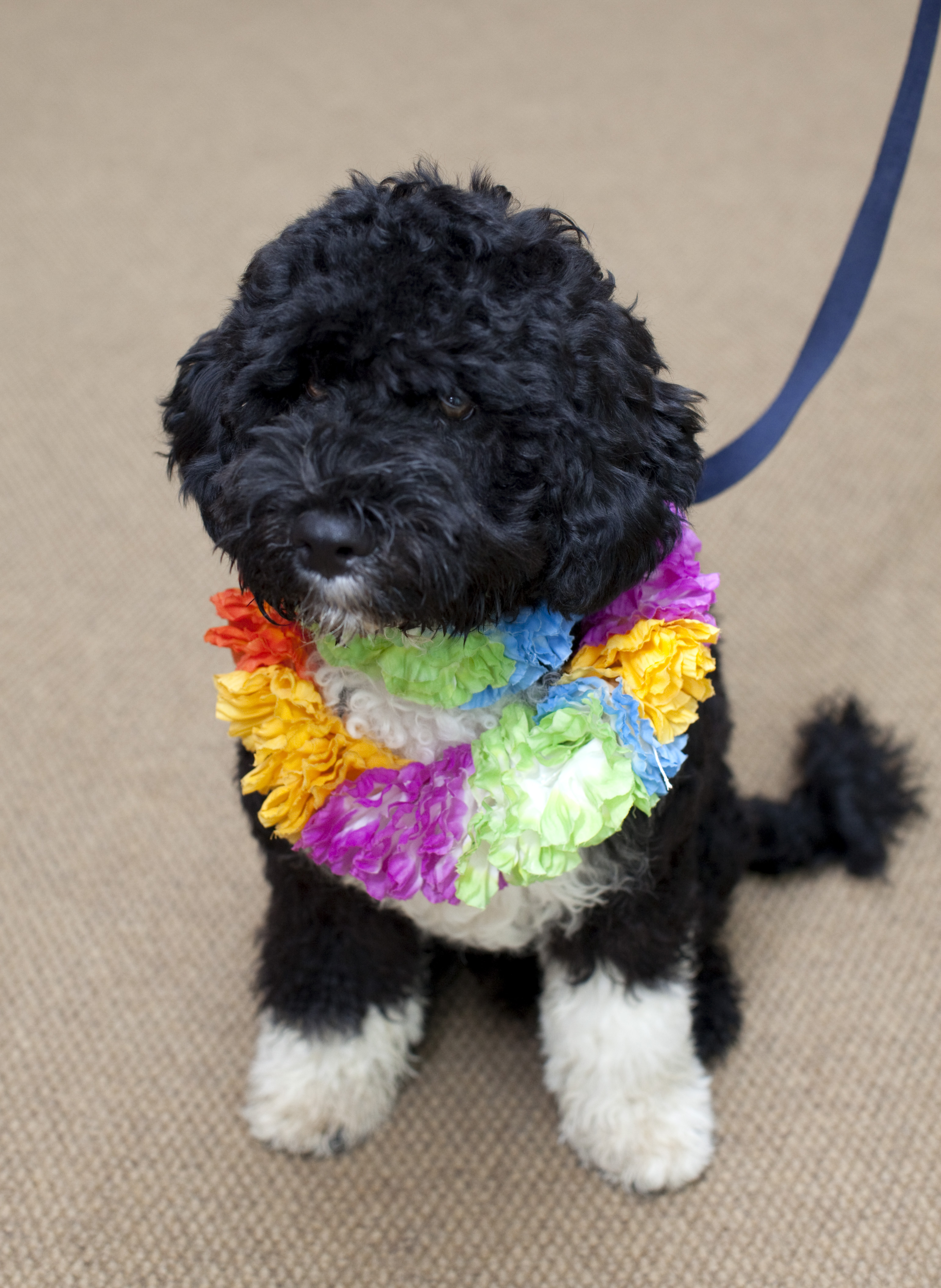
ファースト・ドッグ「ボー」

オバマ米大統領一家がホワイトハウスで飼う犬、ファースト・ドッグの「ボー」（Bo）は、オスのポヂュギース・ウォーター・ドッグである。ボーは2009年4月にエドワード・ケネディ上院議員からしつけを受けた後にオバマ大統領の2人の娘に贈られた。ボーの名はミュージシャンのボー・ディドリーに因む。